# Ballybrittas (County Laois)
Ballybrittas (irisch Baile Briotáis, ˈbˠalʲəˈbʲɾʲɪt̪ˠaːʃ, deutsch: mit Palisaden geschützte Stadt) ist ein Dorf im Nordosten des County Laois, Irland.

## Verkehr
Ballybrittas liegt etwa 15 Kilometer nordöstlich von Port Laoise. 
Südlich der Ortschaft führt die M7 von Limerick kommend nach Dublin. Zugleich verbindet die R445 Ballybrittas mit Monasterevin und Port Laoise. 

## Persönlichkeiten
- Patricia Ryan (* 1969), Politikerin (bis 2024: Sinn Féin)